# Ћелије убице
Ћелије убице или Природне ћелије убице (енгл. Natural killer cells), познате по свом акрониму НК ћелије (од енгл. NK cells), су посебна група лимфоцита који имају улогу у одбрани организма против вируса и туморских ћелија. Ћелије убице не спадају ни у Б ни у Т лимфоците већ припадају неспецифичном имунитету.

## Изглед и грађа
Ћелије убице су крупне мононуклеусне ћелије са великим бројем гранула у цитоплазми. На њиховој мембрани се не налази Т ћелијски рецептор, ћелијски маркер лимфоцита ЦД3 (енгл. CD3), нити мембрански имуноглобулини Б лимфоцита (рецептор Б лимфоцита). У цитоплазматским гранулама налазе се разне цитотоксичне супстанце: перфорини, гранзими, гранулозини итд. Перфорини стварају отворе у мембрани циљаних ћелија, док гранзими и друге супстанце могу да лизирају ћелије или да изазову њихову апоптозу. Гранулозини имају и антибиотско дејство тј. могу елиминисати микроорганизме унутар заражених ћелија. Највише су заступљене у крви и слезини. Ове ћелије поседују особину да без додатне активације (чак и у лабораторијским условима) бијају друге ћелије по чему су добиле и своје име. Од ћелијских маркера испољавају ЦД16 и ЦД56 молекуле (енгл. CD56,енгл. CD-cluster of diferentiation), по чему се могу идентификовати.

## Механизам дејства
НК ћелије препознају ћелије зарежене вирусима и туморске ћелије путем препознавања аномалија на њиховој ћелијској мембрани, а затим се за њих везују и убијају их. Активност ћелија убица се регулише преко активирајућих и инхибишућих сигнала. Уколико НК ћелије препознају нормалне молекуле I класе главног хистокомпатимиблног система (ГХК) (енгл. MHC-major histocompatibility complex), које испољава већина ћелија организма (све ћелије које садрже једро и тробоцити), не долази до њихове активације тј. инхибишу се. Туморске ћелије и ћелије заражене вирусима путем молекула I класе ГХК „презентују“ стране, вирусне антигене (или измењене сопствене антигене), што доводи до активације НК ћелија и лизирања заражених ћелија, путем ослобађања токсичних супстанци депонованих у гранулама или активацијом програмиране ћелијске смрти (апоптозе)
НК ћелије могу да секретују неке и цитокине као нпр. интерферон γ, што појачава имунолошки одговор.
Ћелије убице могу деловати самостално без подршке осталих елемената одбрамбеног система, представљају важан елемент прве линије одбране организма, јер не захтевају време потребно за љихову активацију, као што је то случај са осталим лимфоцитима. Међутим у току имунолошке реакције често делују заједно са другим деловима овог система. Тако нпр. антитела која се везују за мироорганизме могу олакшати везивање и дејство ћелија убица (тзв. цитотоксичне реакције зависне од антитела енгл. ADCC-antibody dependent cell-mediated cytotoxicity), такође и неки цитокини: интерлеукин 15 и интерлеукин 12 (које углавном луче макрофази), појачавају активност ћелија убица.